# 伊日娜·克日若娃
伊日娜·克日若娃（捷克語：Jiřina Křížová，1948年2月21日—），捷克前女子曲棍球运动员。她曾代表捷克斯洛伐克国家队参加1980年夏季奥林匹克运动会曲棍球比赛，获得一枚银牌。